# Casa de Campo (stacja metra)
Casa de Campo – stacja metra w Madrycie, na linii 5 i 10. Znajduje się w dzielnicy Moncloa-Aravaca, w Madrycie i zlokalizowana jest pomiędzy stacjami Campamento (linia 5) oraz Batán i Colonia Jardín (linia 10). Została otwarta 22 października 2002.